# Нафтосховище

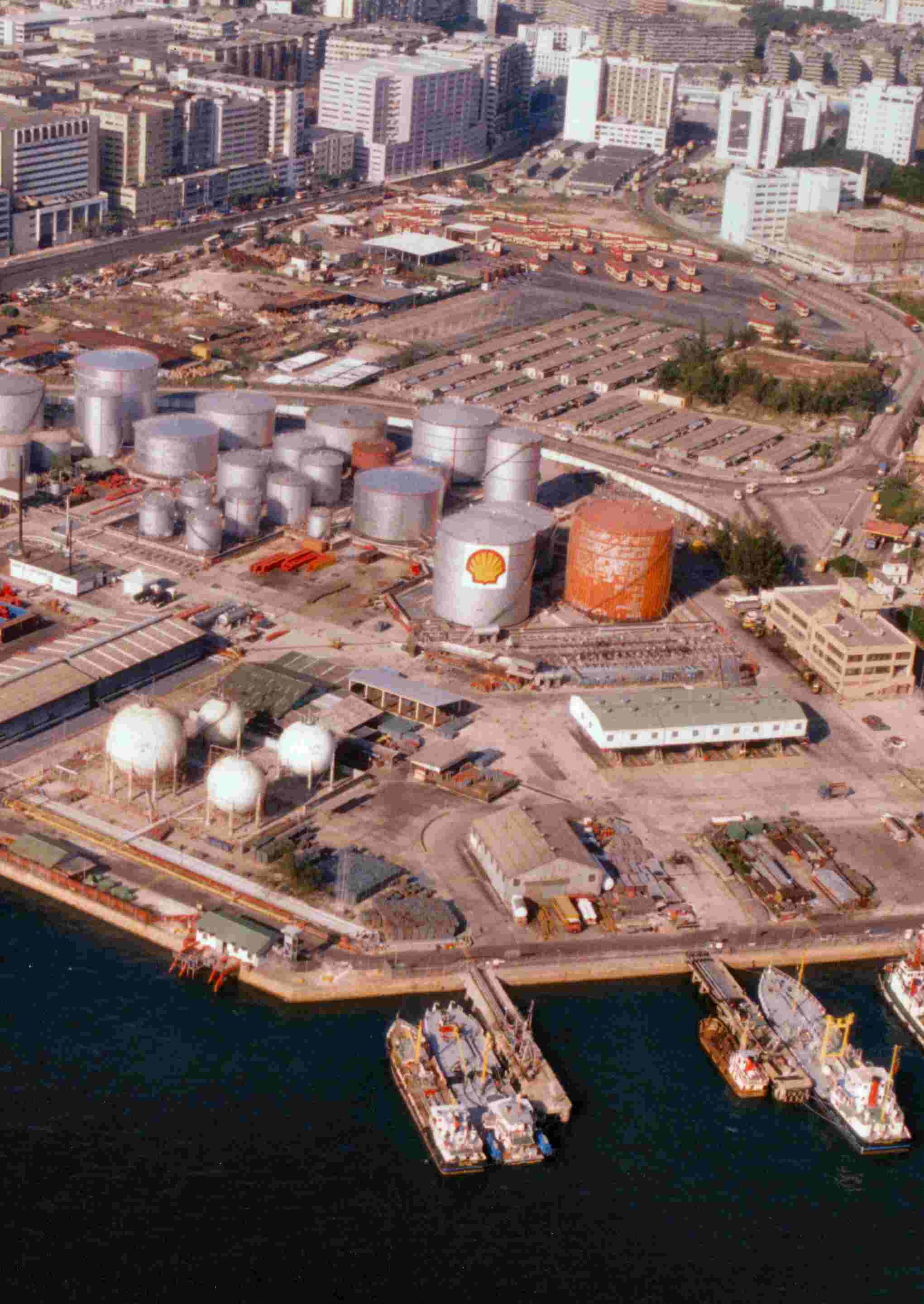
Нафтосховище в Гонконгу

Нафтосховище (англ. oil storage; нім. Erdöltank m, Rohölspeicher m, Rohöltank m, Erdölbehälter m) — комплекс споруд для зберігання нафти і продуктів її переробки (бензину, гасу та ін.).

## Класифікація

Різновиди резервуарів — надземний, напівпідземний (заглиблений), підземний, підводний.

Розрізняють нафтосховища наземні, напівпідземні, підземні, підводні; сталеві, бетонні, залізобетонні й пластмасові; циліндричні, сферичні, прямокутні й краплиноподібні.

## Характеристики
До складу нафтосховища входять власне нафтові резервуари, напірні і безнапірні трубопроводи, насосні станції і ін. Місткість нафтосховищ переважно 100—1000 м3 (деяких 50—100 тис. м3).
Місткість н а з е м н и х Н. звичайно не перевищує 1 млн м3 і обмежується розмірами території, типами резервуарів, що застосовуються, існуючими протипожежними і санітарними вимогами.
П і д з е м н і Н. дозволяють створювати значніші запаси нафти і нафтопродуктів при невеликих площах, що займаються. У порівнянні з наземними Н. вони також безпечніші, характеризуються меншими втратами від випаровування, меншими питомими витратами на спорудження і експлуатацію. За конструкцією резервуарів підземні Н. поділяються на: шахтні та безшахтні (створюються шляхом розмиву кам'яної солі водою через свердловини). Найефективніше підземне зберігання нафти в масивних соляних пластах і соляних куполах (див. соляні сховища). У пластичних породах резервуари Н. споруджуються методом глибинних вибухів. Н. можуть входити до складу нафтопромислів, нафтобаз, насосних станцій магістральних нафтопроводів і нафтопродуктопроводів, нафтопереробних заводів і нафтохімічних комплексів, а також є самостійними підприємствами.

## Приклади

### Топ 10 найбільших нафтосховищ світу
- Кушинг (США) — 82 млн бар., 315 резервуарів, супутниковий моніторинг
- Йосу (Південна Корея) — 69,7 млн бар.
- у США, Нафтовий порт (шт. Луїзіана) 67 млн бар., 9 млн м3 (складається з 14 ємностей). Стратегічний нафтовий резерв США. Мережа сховищ на березі Мексиканської затоки. Кожне сховище використовує кілька штучних підземних порожнин, створених в соляних куполах шляхом буріння і розчинення солі. Деякі порожнини знаходяться на глибині близько 1 кілометра, їх середні розміри 60 метрів в ширину і 600 метрів в глибину; обсяг кожного від 6 до 37 мільйонів барелів (від 1 до 6 мільйона кубометрів). На створення та оснащення сховищ було витрачено близько 4 млрд доларів.
- у Маноске, Франція — місткістю 63 млн бар., 10 млн м3 (складається з 36 підземних ємностей);
- острів Коджедо (Японське море, Південна Корея) — 47,5 млн бар.
- Томакомаї (Японія) 40 млн бар.
- Хьюстон (США) — 36 млн бар. Крім сирої нафти тут зберігають залишкову некондиційну нафту.
- Бомонт-Недерланд, морський порт (США) — 30 млн бар.
- Джеймс (США) — 30 млн бар. Частина національного резерву нафти США.
- Сингапур — 14,25 млн бар.